# Pocoi
Pe (П, п) (de obicei referindu-se la litera rusească pokoy) este o literă a alfabetului chirilic, reprezentând consoana /p/. A fost împrumutat chiar din alfabetul grec, după litera  Pi (Π, π).